# Günther Beckstein

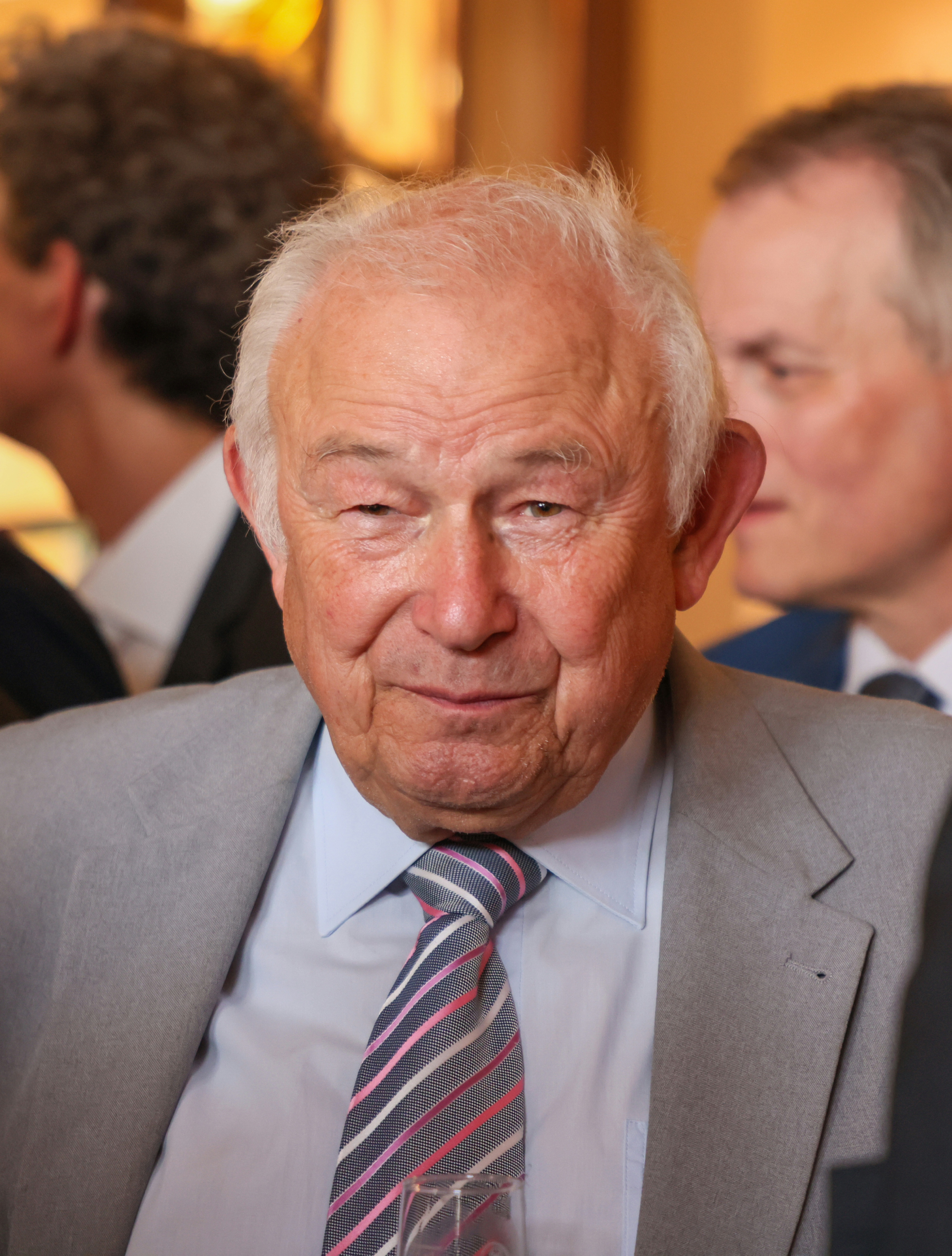
Günther Beckstein (2023)

Günther Beckstein (* 23. November 1943 in Hersbruck, Mittelfranken) ist ein deutscher Politiker (CSU), Jurist und Lobbyist (Tank & Rast). Dem Bayerischen Landtag gehörte er von 1974 bis 2013 an. Von 1993 bis 2007 war er bayerischer Staatsminister des Innern und von 2007 bis 2008 bayerischer Ministerpräsident (Kabinett Beckstein). Er war der erste evangelische und der erste fränkische Ministerpräsident des Freistaats Bayern nach dem Zweiten Weltkrieg.

## Leben

### Ausbildung und Beruf
Günther Beckstein wurde als drittes Kind des damaligen Studiendirektors Julius Beckstein und dessen Frau Charlotte, geb. Koch, in Hersbruck geboren. Von 1949 bis 1953 besuchte er die Volksschule in Hersbruck und nach dem Umzug der Familie nach Nürnberg das dortige Willstätter-Gymnasium (damals Realgymnasium), an dem er 1962 das Abitur ablegte. Anschließend studierte Beckstein Rechtswissenschaft an der Friedrich-Alexander-Universität Erlangen-Nürnberg und der Ludwig-Maximilians-Universität München. 1966 bestand er die erste juristische Staatsprüfung und absolvierte seinen Referendardienst im Oberlandesgerichtsbezirk Nürnberg. 1970 bestand er die zweite juristische Staatsprüfung und betrieb seit 1971 eine Rechtsanwaltskanzlei. Im Juli 1975 wurde er in Erlangen bei Georg Schwalm mit der Arbeit  Der Gewissenstäter im Strafrecht und Strafprozeßrecht promoviert.

### Politische Karriere

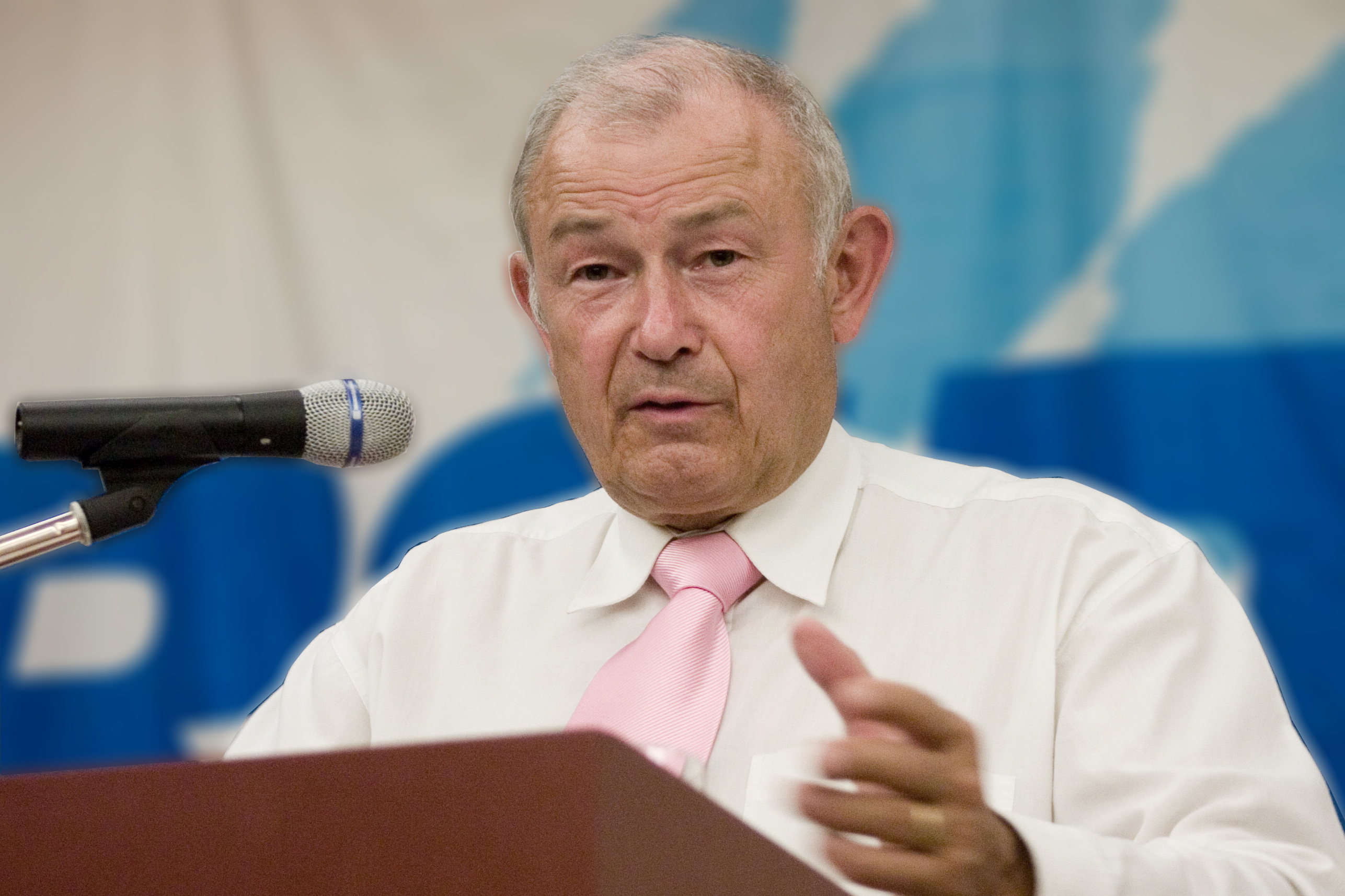
Beckstein im Juni 2007 in Würzburg

Beckstein begann seine politische Karriere als Bezirksvorsitzender der Jungen Union Nürnberg-Fürth (1973–1978) und wurde anschließend stellvertretender Vorsitzender des CSU-Bezirksverbandes Nürnberg-Fürth-Schwabach. Im Jahr 1991 übernahm er dessen Vorsitz. Um sich auf das Amt des Ministerpräsidenten konzentrieren zu können, trat er 2008 nicht mehr erneut für den Vorsitz an; zu seinem Nachfolger wurde Markus Söder gewählt. 1974 wurde Beckstein in den Bayerischen Landtag gewählt, dem er bis 2013 ununterbrochen angehörte.
Bei den Nürnberger Oberbürgermeisterwahlen 1987 trat Beckstein als Kandidat der CSU an; bei der Stichwahl am 8. November gewann der SPD-Kandidat Peter Schönlein.
Von Juli bis Oktober 1988 war Beckstein stellvertretender Vorsitzender der CSU-Fraktion und wechselte am 19. Oktober 1988 als Staatssekretär in das Bayerische Staatsministerium des Innern. Bis 1992 nahm er ebenfalls das Amt des Landesvorsitzenden des CSU-Arbeiterkreises Polizei wahr, für das er 1980 bestimmt worden war. Als Edmund Stoiber am 17. Juni 1993 zum bayerischen Ministerpräsidenten gewählt wurde, berief er Beckstein als Innenminister in sein Kabinett. Nach dem Rücktritt von Barbara Stamm ernannte Stoiber ihn 2001 zum stellvertretenden Ministerpräsidenten. Nach der Bundestagswahl 2005 gehörte er kurzzeitig bis zum 23. November 2005 dem 16. Deutschen Bundestag an und galt neben Erwin Huber als aussichtsreichster Kandidat für die Nachfolge von Ministerpräsident Stoiber, der ein Ministeramt in Berlin anstrebte. Die Personalfrage sollte im November durch eine Kampfabstimmung in der CSU-Fraktion entschieden werden. Durch die Rückkehr Stoibers in die Landespolitik wurde diese Abstimmung obsolet. Im Dezember 2006 äußerte Beckstein, für ihn sei der Traum vom Amt des Ministerpräsidenten „abgehakt“.
Nachdem am 18. Januar 2007 Ministerpräsident Edmund Stoiber angekündigt hatte, sein Amt im Herbst 2007 niederzulegen, verständigte sich die CSU-Landtagsfraktion im Juni 2007 auf Beckstein als Nachfolger. Am 29. September 2007 wählte ihn die CSU zum Anwärter auf das Amt sowie zum Spitzenkandidaten für die Landtagswahl im September 2008. Am 9. Oktober 2007 wurde er mit 122 von 178 abgegebenen Stimmen vom Bayerischen Landtag zum neuen Ministerpräsidenten gewählt. Das Kabinett Beckstein bildete ab dem 16. Oktober 2007 die Staatsregierung Bayerns.
Seine erste offizielle Auslandsreise als Ministerpräsident führte den engagierten Protestanten Beckstein am 26. Oktober 2007 nach Rom zu Papst Benedikt XVI.
Angesichts des Abschneidens der CSU bei der bayerischen Landtagswahl am 28. September 2008 mit dem schlechtesten Wahlergebnis seit 1954 erklärte Beckstein am 1. Oktober 2008, für die spätestens am 27. Oktober 2008 fällige Neuwahl des Ministerpräsidenten durch den Landtag nicht mehr zu kandidieren. Becksteins Nachfolger als Ministerpräsident wurde Horst Seehofer. Bei der Landtagswahl 2013 trat Beckstein nicht mehr an. Beckstein vertrat den Stimmkreis Nürnberg-Nord (Mittelfranken) im Landtag.

### Aktivitäten als Berater nach der politischen Karriere
Für Tank & Rast war Beckstein als Lobbyist von 2020 bis 2021 in Berlin tätig.

### Privates
Beckstein ist seit 1973 verheiratet und hat drei Kinder; mit seiner Frau Marga lebt er in Nürnberg-Langwasser. Er ist evangelisch-lutherischer Konfession und Mitglied der nichtschlagenden farbenführenden Akademisch-Musikalischen Verbindung Fridericiana Erlangen im Sondershäuser Verband.
Beckstein ist nach Hörstürzen einseitig ertaubt und spricht auch öffentlich über seine Cochlea-Implantat-Versorgung.
Darüber hinaus ist er Anhänger des 1. FC Nürnberg.

## Politische Positionen
Beckstein war auf Bundesebene bekannter als andere bayerische Staatsminister oder Innenminister anderer Bundesländer. Als Ursache dafür gilt, dass er nach dem Wechsel der Bundesregierung im Herbst 1998 (Gerhard Schröder (SPD) folgte Helmut Kohl) eine sehr harte Politik vertrat und der SPD Fahrlässigkeit in der Terrorismusbekämpfung sowie der Wahrung der inneren Sicherheit vorwarf. Beckstein hatte ähnliche Ziele und Vorstellungen wie der damalige Bundesminister des Innern Otto Schily (SPD) und wurde gelegentlich als „schwarzer Zwilling Schilys“ bezeichnet. So setzte er sich gemeinsam mit Otto Schily für ein Verbot der NPD ein. Beckstein stand allerdings für noch härtere Maßnahmen zur Terrorismusbekämpfung und in der Ausländerpolitik.

### Ausländerrecht und Terrorismusbekämpfung
Einige Kritiker warfen Günther Beckstein wegen der restriktiven Abschiebungspraxis Ausländerfeindlichkeit vor und befürchteten den Abbau von Grund- und Bürgerrechten. Nach Meinung seiner Anhänger hatte Beckstein als Innenminister Bayerns Erfolge vorzuweisen. Im Fall Mehmet veranlasste Beckstein im November 1998 medienwirksam die Abschiebung eines jugendlichen Intensivtäters. Die Maßnahme stellte sich später vor dem Bayerischen Verwaltungsgerichtshof und dem Bundesverwaltungsgericht als rechtswidrig heraus.
Zur Terrorismusabwehr forderte Beckstein eine schärfere Zuwanderungspolitik, die es der Regierung ermöglichen soll, hier lebende oder einreisende Ausländer bereits bei Verdacht auf Terrorgefahr sofort abzuschieben. Fünf der neun ausländerfeindlichen NSU-Morde an Migranten fanden in Bayern während Becksteins Amtszeit als Innenminister statt. Einige Kritiker behaupteten, sie wären zunächst nicht aufgeklärt worden, da die Beckstein unterstehende Polizei die Opfer teilweise fälschlich selbst dem kriminellen Milieu zurechnete und die rechtsterroristische Dimension der Taten durch Begriffe wie „Döner-Morde“ bzw. „Mordserie Bosporus“ bagatellisiert hätte. Beckstein selbst befürwortete eine starke Verminderung der Zuwanderung. Am 6. September 2007 forderte Beckstein in der Debatte um Online-Durchsuchungen, sogenannte Topgefährder in kleinen, gut zu überwachenden Kommunen zu internieren.

### Direkte Demokratie
Beckstein äußerte sich positiv über Bürgerbegehren, Bürgerentscheide und andere Formen direkter Demokratie auf allen politischen Entscheidungsebenen, hat aber weder als Mitglied bzw. Chef der Staatsregierung noch als Parlamentarier entsprechende Initiativen ergriffen.

### Innere Sicherheit
Beckstein trat zur Bewahrung oder Stärkung der inneren Sicherheit für ein vermehrtes Nutzen der Videoüberwachung, der Biometrie und der Genanalyse bei Straftätern ein. Bei der FDP traf Beckstein auf Widerstand, beispielsweise beim Einsatz der Bundeswehr im Innern. Bei geringfügigeren Straftaten und sogenannten Bagatelldelikten wie Vandalismus (Graffiti) oder Ladendiebstahl trat Beckstein ebenfalls für höhere Strafen ein.

### Neue Medien
Beckstein verfolgte eine harte Linie gegenüber Gewalt darstellenden Computerspielen, die er u. a. als Auslöser von Gewalttaten wie Amokläufen betrachtete. Am 27. April 2007 erklärte Beckstein: „Von den Amokläufen von Erfurt bis Emsdetten zieht sich die blutige Spur der durch den Konsum solcher Computerspiele ausgelösten Gewalt“.
Besonders bekannt wurde in diesem Zusammenhang der von Beckstein mitgeprägte Begriff „Killerspiele“. Am 21. November 2006, unmittelbar nach dem Amoklauf von Emsdetten, wurde er auf der Website der Tagesschau mit folgenden Worten zitiert: „Killer-Spiele sollten in der Größenordnung von Kinderpornographie eingeordnet werden, damit es spürbare Strafen gibt.“ Das Hamburger Abendblatt zitierte ihn am 17. Januar 2007 mit den Worten: „Man kann nicht tatenlos zusehen, wenn immer wieder Jugendliche und junge Erwachsene nach dem Konsum von Killerspielen schwerste Gewalttaten begehen.“
Im Jahr 2009 äußerte Beckstein tatsachenwidrig, das Spiel Counter-Strike sei „von der US-Army entwickelt [worden], um die Gewaltschwelle bei den Soldaten herabzusetzen.“

### Legale und illegale Drogen
Während Beckstein bei illegalen Drogen stets für ein restriktives Vorgehen eintrat, wurde er hinsichtlich seiner uneindeutigen Position zum Autofahren unter Alkoholeinfluss kritisiert. So äußerte er während des Wahlkampfs für die Landtagswahl in Bayern 2008 bei einer Festzeltrede, dass Autofahren nach dem Genuss von zwei Maß Bier in sechs, sieben Stunden noch akzeptabel sei. Allerdings sagte er das in Zusammenhang mit der Feststellung, dass die Bierkrüge im Festzelt viel zu leer waren. Zitat: „Bei diesem Bier kann man zwei trinken und noch Auto fahren!“ Nach massiver Kritik an seiner Äußerung trat er daraufhin für vollständige Abstinenz beim Autofahren ein.

### Wirtschaftspolitik
Beckstein war unter anderem Mitglied im Verwaltungsrat der Bayerischen Landesbank. Diesem Aufsichtsgremium gehörte er für den Freistaat Bayern als Haupteigentümer der Landesbank an. Mit Becksteins Zustimmung genehmigte es verschiedene unternehmerische Fehlentscheidungen des Landesbankvorstandes, die allein im Fall der Hypo Group Alpe Adria etwa 3,7 Milliarden Euro Verluste verursachten.

## Gesellschaftliche Ämter
Beckstein engagiert sich neben seiner politischen Arbeit in der evangelischen Kirche und im Bereich der evangelischen Jugendarbeit. Seit 1996 ist er berufenes Mitglied der Landessynode der Evangelischen Kirche in Bayern, 2009 kandidierte er für das Amt des Präses der Synode der Evangelischen Kirche in Deutschland, unterlag jedoch gegen Katrin Göring-Eckardt und wurde daraufhin mit großer Mehrheit zum Vizepräses gewählt. Dieses Amt hatte er bis 2015 inne. Im November 2013 zog er seine zweite Bewerbung für das Amt des Präses nach seinem Scheitern in zwei Wahlgängen zurück.
Beckstein ist außerdem Kuratoriumsmitglied von ProChrist, Mehr Demokratie, der Deutschen Stiftung Querschnittlähmung, der Friedrich-Alexander-Universität Erlangen-Nürnberg, des Konfuzius-Instituts Nürnberg-Erlangen und des Dokumentationszentrums Reichsparteitagsgelände Nürnberg. Er vertrat die Bayerische Staatsregierung im Rundfunkrat des Bayerischen Rundfunks. Seit dem 13. März 2020 ist er Mitglied des Nationalen Begleitgremiums, welches die staatliche Suche nach einem Standort für ein Endlager für hochradioaktive Abfälle begleitet.

## Ehrungen und Auszeichnungen
- 1985: Bayerischer Verdienstorden
- 1994: Ehrenkreuz des Pegnesischen Blumenordens
- 2002: Senator-Lothar-Danner-Medaille des Bundes gegen Alkohol und Drogen im Straßenverkehr
- 2003: Träger des Schlesierschildes
- Am 10. Juli 2006 erhielt Beckstein den „Jerusalem Award 2006“ der Zionistischen Weltorganisation (WZO) und der Zionistischen Organisation Deutschland (ZOD). Beckstein habe dazu beigetragen, dass Juden in Deutschland in Sicherheit und Frieden leben könnten. Bei seiner Dankesrede in München sprach Beckstein von den Juden als dem fünften Stamm Bayerns.[30]
- 2006 Orden „Peter der Große“ der russischen geheimdienstnahen Akademie für Fragen der Sicherheit, Verteidigung und der Rechtsordnung[31]
- 2008: Ehrensenator der Akademie der Bildenden Künste Nürnberg[32]
- 2009: Goldene Nürnberger Trichter der Nürnberger Trichter Karnevalsgesellschaft e. V. 1909
- 30. Mai 2009: Europäischer Karlspreis der Sudetendeutschen Landsmannschaft
- 2009: Ohel-Jakob-Medaille
- Juni 2010: Deutsch-Türkischer Freundschaftspreis[33]
- Februar 2010: Ehrenzeichen in Gold der Bundesanstalt Technisches Hilfswerk[33]
- 2013: Bayerische Staatsmedaille Innere Sicherheit
- 18. Oktober 2014: Ehrenbürger der Stadt Nürnberg, verliehen in einem Festakt im Historischen Rathaussaal

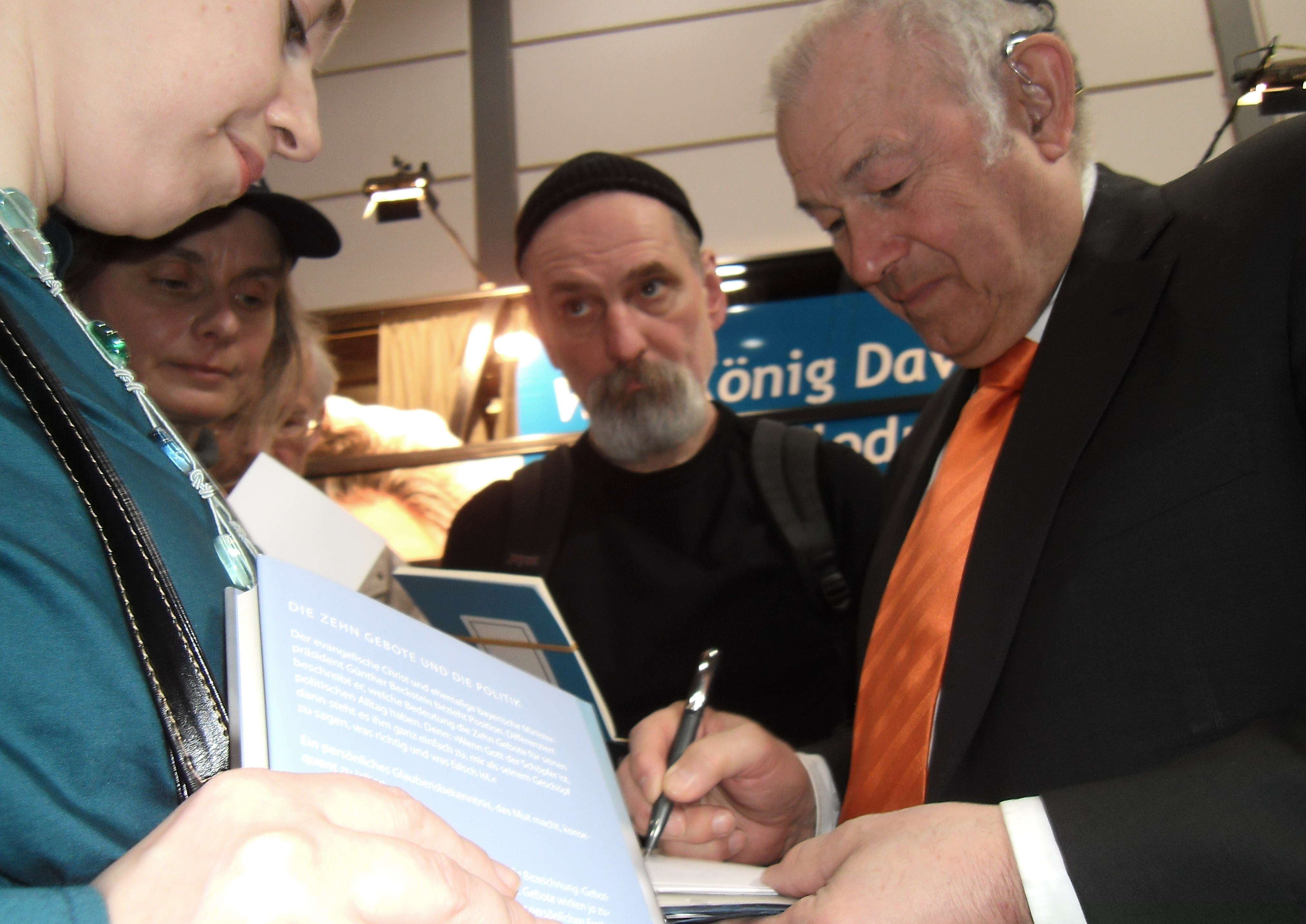
Günther Beckstein auf der Leipziger Buchmesse am 19. März 2011

## Veröffentlichungen
- Der Gewissenstäter im Strafrecht und Strafprozeßrecht. (Erlangen-Nürnberg, Univ., Diss., 1975).
- mit Steffen Kern: Worauf es ankommt. Hänssler Verlag 2006, ISBN 3-7751-4299-1.
- Die zehn Gebote. Anspruch und Herausforderung. Hänssler Verlag 2011, ISBN 978-3-7751-5191-7.
- mit Renate Künast: Schwarz vs.Grün. Ein Streitgespräch über Klima, Wachstum und eine gute Zukunft. Oekom Verlag 2021, ISBN 978-3-9623-8252-0.

## Dokumentationen
Zeitzeugeninterviews mit Günther Beckstein (Haus der Bayerischen Geschichte 2011)
- Klage Bayerns vor dem Bundesverfassungsgericht gegen den Grundlagenvertrag der BRD mit der DDR[34]

- Tätigkeit als Berichterstatter für Mittelfranken im Rahmen der Gebietsreform in Bayern und der anschließenden Korrekturphase[35]

- Schwierigkeiten beim Bau der atomaren Wiederaufarbeitungsanlage Wackersdorf (WAA) und die Polizeimaßnahmen gegen die Demonstranten[36]

- Schwierigkeiten während des Kalten Kriegs die DDR zu besuchen; vollständige Teilung Deutschlands[37]

- Öffnung der innerdeutschen Grenze am 9. November 1989; Beginn der Wiedervereinigung[38]